# Ministère guinéen
Pour les autres articles nationaux ou selon les autres juridictions, voir Ministère (gouvernement).
Ne doit pas être confondu avec Ministère public (Guinée).
En Guinée, un ministère est une division de l'administration publique centrale chargé de mettre en œuvre la politique gouvernementale dans un domaine précis. Le/la ministre, membre du gouvernement qui dirige ce ministère, est nommé(e) par un décret présidentielle. Il/elle est assisté(e) par un cabinet et a autorité sur les administrations de l’État.

## Fonction
Au sein du pouvoir exécutif, les pouvoirs initialement concentrés au sommet sont progressivement diffusés par :
- la création, par une loi ou un décret, de structures autonomes, dotées de compétences spécialisés : le gouvernement confie à d'autres organes (des établissements publics d'État, par exemple) certains pouvoirs qu'il détient ;
- la création du gouvernement, par laquelle le premier ministre dote les ministres en compétences et champs d'action, à charge pour lui de gérer les trous et les collisions s'il y a lieu ;
- l'attribution, par chaque ministre, des pouvoirs dont il est investi à d'autres personnes, puisque le ministre ne peut pas tout faire. Ainsi naissent les ministères.

Les ministères ont deux fonctions de base
- concevoir et superviser des politiques et leur concrétisation (les textes normatifs, lois, règlements et décisions, qui les matérialisent) : c'est la tâche de l'administration centrale ;
- appliquer ces politiques : c'est le rôle des services déconcentrés ou des services à compétence nationale.

En outre, les ministères gèrent des moyens (personnel, argent…) et assurent la tutelle ou le contrôle, dans leurs champs de compétence, d'organes dotés de pouvoirs ou de compétences propres.

## Organisation interne

### Le ministre et son cabinet

#### Le ministre
Mohamed Béavogui premier ministre depuis le 6 octobre 2021. 
« Le premier ministre est responsable devant le président de la République. »
—  Article 53 de la Constitution
À la tête du ministère se trouve le ministre (ou ministre d’État), sur la proposition du Premier ministre, le président de la République nomme les autres membres du Gouvernement et met fin à leurs fonctions. Les nominations se font par un décret. (article 53 de la Constitution)
Les fonctions de membre du Gouvernement sont incompatibles avec l’exercice de tout mandat parlementaire, de toute fonction de représentation professionnelle à caractère national et de tout emploi public ou de toute activité professionnelle.(article 54 de la Constitution)
Les membres du Gouvernement ont accès aux assemblées du Parlement (assemblée nationale), ils sont entendus quand ils le demandent.
La rémunération des ministres est de cinq cent mille francs guinéens, environ 781 euros.

#### Le cabinet
Le ministre est aidé dans ses fonctions par son cabinet qui regroupe plusieurs personnes. Il s’agit soit de proches politiques qui travaillent depuis longtemps avec le ministre (anciens attachés parlementaires, militants, collaborateurs dans une mairie), soit de hauts fonctionnaires recrutés dans l’administration, et qui ont choisi de se marquer politiquement. Le chef de cabinet est généralement issu de cette dernière catégorie. Le sort des membres du cabinet est directement lié au ministre, et en cas de changement de fonctions de celui-ci, tous les membres sont généralement remplacés, les fidèles du ministre le suivent et les fonctionnaires retournent dans l’administration.

### Administration civile
Placées sous l’autorité du Premier ministre et de chacun des ministres, les administrations civiles de l’État se composent, d’une part, d’administrations centrales et de services à compétence nationale, d’autre part, de services déconcentrés. La répartition des missions entre les administrations centrales, les services à compétence nationale et les services déconcentrés s’organise selon les principes suivants : Sont confiées aux administrations centrales et aux services à compétence nationale les seules missions qui présentent un caractère national ou dont l’exécution ne peut être déléguée à un échelon territorial. Les autres missions, et notamment celles qui intéressent les relations entre l'État et les collectivités territoriales, sont confiées aux services déconcentrés. (article 58 de la Constitution)

### Administration centrale
Le secrétaire général assure une mission générale de coordination des services et de modernisation du ministère. Il peut être chargé, par arrêté du ministre, de missions de coordination particulières, portant sur certains dossiers, ou l'activité de certains services. L'organisation des services centraux de chaque ministère en directions générales, directions et services est fixée par  décret, leur organisation en sous-directions est fixée par un arrêté du ministre concerné.
Chaque ministre est assisté d’un haut fonctionnaire de défense et de sécurité, d’un haut fonctionnaire au développement durable, d’un responsable ministériel aux normes, chargé de mettre en œuvre les normes dans le périmètre du ministère.
Missions, délégations, commissariats, désignent en général des services plus légers et moins pérennes, chargés d'une mission transversale ou ponctuelle. Des commissions interministérielles travaillent également sur des sujets transverses.
Enfin, les inspections disposent d'un rattachement direct au ministre en raison des missions particulières qui leur sont confiées.
Les administrations centrales assurent au niveau national un rôle de conception, d’animation, d’orientation, d’évaluation et de contrôle. À cette fin, elles participent à l’élaboration des projets de loi et de décret et préparent et mettent en œuvre les décisions du Gouvernement et de chacun des ministres.
Les services à compétence nationale peuvent se voir confier des fonctions de gestion, d’études techniques ou de formation, des activités de production de biens ou de prestation de services ainsi que toute autre mission à caractère opérationnel présentant un caractère national et correspondant aux attributions du ministre sous l’autorité duquel ils sont placés.
Les membres du gouvernement, les membres des cabinets ministériels et toute autre personne exerçant une fonction nommée en Conseil des ministres adressent une déclaration de situation patrimoniale et une déclaration d’intérêts au président de la cour constitutionnelle.

## Prise en compte des objectifs de développement durable
Dans l'organisation des ministères, la prise en compte des objectifs de développement durable diffère selon que l'on s'intéresse au fonctionnement interne des ministères, ou bien aux politiques publiques.

### Plan ministériel administration exemplaire (MESRS)
Chaque ministère doit établir un Plan ministériel administration exemplaire (MESRS), pour ce qui est du fonctionnement interne du ministère. Ce plan décrit le processus de concertation qui permet de l'élaborer et de le suivre, dresse l'état des lieux de l'écoresponsabilité mise en œuvre dans le fonctionnement des services du ministère et de ses établissements publics sous tutelle, et présente les orientations stratégiques et les plans d'actions pour une durée de (?). Le plan d'action précise les objectifs, les actions, et les structures du ministère responsables des actions,.

## Répartition budgétaire
Le budget de l’État représente une partie des finances publiques (avec le budget de la sécurité sociale et celui des collectivités ). Il est fixé dans les lois de finances annuelles (lois initiales pouvant être suivies de lois rectificatives).
Le budget est réparti entre missions et programmes, et sa ventilation peut être différente de celle des ministères (exemple de missions : Action extérieure de l'État, Enseignement scolaire, Sécurité civile…).
En décembre 2018, il est adopté à l'Assemblée nationale un budget 2019 de 313 378 217 000 francs.

## Sièges des cabinets ministériels
Les cabinets ministériels sont généralement situé dans la commune de Koloum depuis l'independance, avec, dans certains cas, les directeurs des administrations centrales.
Les locaux abritent des bureaux, 
| Lieu      | Adresse                                    | Utilisation                             | Illustration |
| --------- | ------------------------------------------ | --------------------------------------- | ------------ |
| Primature | Avenue de la République - Boulbinet Kaloum | Cabinet et services du Premier ministre |              |
|           |                                            |                                         |              |